# Nquma rousi
Nquma rousi is een slakkensoort uit de familie van de Horaiclavidae. De wetenschappelijke naam van de soort is voor het eerst geldig gepubliceerd in 1886 door Sowerby III.